# آرثر أتكن
آرثر أتكن (بالإنجليزية: Arthur Atkin)‏ (14 مايو 1893 في المملكة المتحدة - 23 يوليو 1952) هو لاعب كرة قدم بريطاني (وحمل سابقاً جنسية المملكة المتحدة لبريطانيا العظمى وأيرلندا) في مركز الدفاع. لعب مع لينكولن سيتي أف سي ونادي بوسطن تاون ‏.